# Parti allemand
Sur les partis en Allemagne, voir Partis politiques allemands
Pour les articles homonymes, voir Parti allemand (homonymie).
Le Parti allemand – Les Libéraux (Deutsche Partei – Die Freiheitlichen), appelé jusqu’en 2003 le Parti allemand (Deutsche Parti, DP) est un parti politique allemand fondé en 1945, aujourd’hui marginal. Il fut représenté au gouvernement fédéral de 1949 à 1960, avant de se dissoudre de facto au niveau fédéral en 1961. Il exista toutefois dans les Länder jusqu'en 1980, année au cours de laquelle il devint une association. Il fut refondé en 1993 sous le nom de Deutsche Partei, avant d'être renommé Deutsche Partei - Die Freiheitlichen en 2003, après une fusion avec le Parti populaire libéral (Freiheitliche Deutsche Volkspartei), issu d'une scission de l'Union populaire allemande (DVU). En 2005, il adhéra au Pacte allemand conclu par les nationalistes du Parti national-démocrate d'Allemagne (NPD) et de la DVU.

## Orientation politique durant la guerre froide
Le Parti allemand était situé sur la frange nationale-conservatrice du spectre politique. Durant les années 1940 et 1950, le DP s'engagea avant tout contre le communisme, le socialisme, la cogestion, l'économie planifiée et la réforme agraire. Il fut également très actif en faveur des anciens membres de la Wehrmacht et les déplacés. Le parti s'orientait sur des valeurs bourgeoises et conservatrices et travaillait sur la base de la constitution. Globalement, il était proche du Parti libéral-démocrate (FDP) qui défendait des positions nationalistes, mais se démarquait du Parti socialiste du Reich (SRP) d'extrême-droite.

## Histoire

### 1945-1949
Les origines du Parti allemand remontent au Parti allemand hanovrien (Deutsch-Hannoversche Partei, DHP). Dissous en 1933, il fut refondé en 1945 sous le nom de Niedersächsiche Landespartei et choisit Heinrich Hellwege comme président. Après que l'administration militaire britannique eut formé le Land de Basse-Saxe - l'une de ses principales revendications - le parti se renomma Deutsche Partei et étendit ses activités à Brême, Hambourg et au Schleswig-Holstein. A Hambourg et dans le Schleswig-Holstein, il profita dans les années 1940, de l'apport de nombre de transfuges Parti conservateur allemand - Parti allemand de droit (Deutsche Konservative Partei – Deutsche Rechtspartei, DKP-DRP). Dans le premier gouvernement du Land de Basse-Saxe, le DP était représenté par Hans-Christoph Seebohm et August Block.
Lors de la préparation des élections fédérales de 1949, des négociations de fusion furent engagées avec le DKP-DRP et avec le Parti national-démocrate (NDP), mais elle échoua après que les Britanniques les ont informé qu'un tel parti n'obtiendrait pas le droit de se présenter.

### 1949-1960
Lors des élections fédérales allemandes de 1949, le Parti allemand obtint 4,0 % des voix et 17 sièges au Bundestag. Il participa ensuite au gouvernement de Konrad Adenauer avec l'Union chrétienne-démocrate (CDU), l'Union chrétienne-sociale (CSU) et le Parti libéral-démocrate (FDP). Lors des élections suivantes, en 1953, le DP obtint 3,3 % et 15 sièges et, lors des élections de 1957, 3,4 % et 17 sièges. La même année, il fusionna avec le Parti populaire libéral, un parti dissident du FDP.
Le Parti allemand participa au gouvernement fédéral jusqu'en 1960, dans différentes coalitions. Il fut représenté au gouvernement par Heinrich Hellwege entre 1949 et 1955, Hans-Joachim von Merkatz entre 1955 et 1960 et Hans-Christoph Seebohm entre 1949 et 1960. Lors des élections fédérales de 1953 et de 1957, la CDU avait aidé le DP à contourner le quorum de 5 % en lui permettant d'obtenir des mandats directs dans des circonscriptions du nord de l'Allemagne où elle renonça à se présenter. Comme la CDU avait signalé qu'elle ne renouvèlerait pas son aide lors des élections fédérales de 1961, neuf des dix-sept députés du parti, notamment ses deux ministres Hans-Christoph Seebohm et Hans-Joachim von Merkatz, rejoignirent la CDU, qui gouverna seule avec son parti-frère la CSU pendant un an.
L’électorat du DP se tourna majoritairement vers la CDU à partir des années 1960.

### 1961-1980
Le 15 avril 1961, le Parti allemand fusionna avec le Bloc des réfugiés (GB/BHE) pour former le Parti pan-allemand (de) (GDP) sous la direction conjointe de Herbert Schneider et de Frank Seiboth. Lors des élections fédérales allemandes de 1961, ce parti n'obtint toutefois que 2,8 % des voix et aucun élu. Peu après la section du DP du Land de Brême et quelques sections de districts en Basse-Saxe refusèrent la fusion et refondèrent le Parti allemand le 24 juin 1962.
Lors des élections législatives à Brême en 1963, le Parti allemand obtint quatre députés. Ces élections sont les dernières où le Parti allemand obtint des élus dans un parlement régional. Une année plus tard, ces quatre élus régionaux participèrent toutefois à la fondation du Parti national-démocrate d'Allemagne (NPD).
En 1980, le Parti allemand perdit le statut de parti politique et subsista en tant qu'association.